# Nicolas Becker
Nicolas Becker (* 1946 in Kressbronn am Bodensee) ist ein deutscher Jurist und Strafverteidiger.

## Leben und Werdegang
Becker ist ein Sohn des Bildungspolitikers Hellmut Becker und der Schriftstellerin Antoinette Becker und eines von sechs Kindern des Ehepaares. Zu seinen Geschwistern gehören der Psychoanalytiker Stephan Becker, der Sozialpsychologe David Becker und die Sexualwissenschaftlerin Sophinette Becker.
In den 1970er Jahren vertrat Becker mehrere RAF-Mitglieder vor Gericht. Was seine Berufswahl angeht, bestreitet Nicolas Becker, dass er von Anfang an Strafverteidiger werden wollte. Vielmehr habe da der Zufall eine gewisse Rolle gespielt. Er selber wollte ursprünglich 1975 nach dem Studium bei Uwe Wesel promovieren, wurde jedoch vorerst abgewiesen. Dafür machte Wesel ihn mit dem Rechtsanwalt Otto Schily bekannt, von dessen Kanzlei Becker sogleich ein Angebot bekam. Becker sagte sofort zu.  In den frühen 1990ern übernahm er die Verteidigung des ehemaligen Staatsratsvorsitzenden Erich Honecker. Zu seinen bekanntesten und pressewirksamsten Mandaten gehörten in den 1970er-Jahren die Verteidigung der Christiane Felscherinow (Wir Kinder vom Bahnhof Zoo) und Ende der 1990er-Jahre des Hochstaplers Gert Postel.
Einige seiner Fälle wurden von Jurek Becker in der TV-Anwaltserie Liebling Kreuzberg verarbeitet.
Becker lebt in Berlin und ist mit der Schriftstellerin Irene Dische verheiratet. Sie haben zwei Kinder, Emily Dische-Becker (* 1983) und Léon Dische-Becker.